# NGC 3933
NGC 3933 (другие обозначения — UGC 6839, MCG 3-30-122, ZWG 97.170, PGC 37156) — спиральная галактика в созвездии Лев.
Этот объект входит в число перечисленных в оригинальной редакции «Нового общего каталога».
Галактика является наиболее яркой в небольшой группе галактик (около 6 членов), второй по яркости в этой группе является NGC 3934.